# Bisdom Tianguá
Het bisdom Tianguá (Latijn: Dioecesis Tianguensis) is een rooms-katholiek bisdom met als zetel Tianguá, in Brazilië. Het bisdom is suffragaan aan het aartsbisdom Fortaleza.

## Geschiedenis
Het bisdom werd opgericht op 13 maart 1971, uit delen van het bisdom Sobral.

## Parochies
Het bisdom had in 2020 een oppervlakte van 9.680 km2 en telde 484.380 inwoners waarvan 82,9% rooms-katholiek was.

## Bisschoppen
- Timóteo Francisco Nemésio Pereira Cordeiro (13 maart 1971 - 20 maart 1990)
- Francisco Javier Hernández Arnedo (6 maart 1991 - 15 februari 2017)
- Francisco Edimilson Neves Ferreira (15 februari 2017 - heden)

Fortaleza (aartsbisdom) · Crateús · Crato · Iguatu · Itapipoca · Limoeiro do Norte · Quixadá · Sobral · Tianguá